# Guitarra catalana
La guitarra catalana és un moviment musical amb personalitat pròpia, que té la guitarra com a instrument principal. Es va originar en la música laietana dels anys 70 a Barcelona. Es caracteritza per fusionar la música popular catalana i mediterrània amb el jazz, la guitarra flamenca i la world music. El principal impulsor és Toti Soler, que va influir en una primera generació de músics, entre els quals destaquen Toni Xuclà –que va actuar molts anys amb Toti Soler–, Pedro Javier González, Feliu Gasull, Carles Benavent –amb baix elèctric– i Jordi Bonell –amb la guitarra elèctrica–. Avui és un moviment viu, seguit per nombrosos músics joves, entre els quals destaca Pau Figueres, amb les mateixa idea musical i tècnica. Una aportació important que cal incloure a la guitarra catalana es troba en la rumba catalana i la tècnica del "ventilador" originària d'aquest estil popularitzat pels gitanos de Gràcia i Peret.
Però, a banda de ser un moviment contemporani, la guitarra catalana és també la intensa relació que el país ha tingut amb aquest instrument al llarg de la història.

## Catalunya i la guitarra
Algunes veus apunten que la guitarra va néixer a Catalunya. Per exemple, el 1487, el teòric musical flamenc Johannes Tinctoris va dir: “[…] aquest instrument inventat pels catalans que uns anomenen guitarra i altres, guiterna”. Tot i que l'instrument que descrivia s'assemblava més a un llaüt petit o a una guitarra morisca, que no pas a la guitarra que coneixem avui.

El primer tractat de guitarra de la història el va escriure un català, Joan Carles i Amat, en llengua catalana, idioma amb què Carles va escriure també els llibres de medicina. Es titula Guitarra española y vandola, en dos maneras de guitarra castellana y catalana de cinco órdenes, editat a Barcelona el 1586. La primera còpia que es conserva del llibre és d'una reedició en castellà del 1626, que avui es troba al Biblioteca Newberry de Chicago. A Catalunya també n'hi ha dues còpies –una a l'Arxiu Històric de Barcelona i una altra a la Biblioteca Nacional i n'hi ha dues més a Madrid, però totes quatres són d'edicions posteriors. Aquest llibre consta de dues parts amb continguts significativament diferents. La part catalana és un tractat musical de la ‘’vandola cathalana’’, que és com la guitarra (en aquell moment de 5 cordes), però amb una corda més. La part castellana sembla una ampliació de la catalana, farcida d'anècdotes, poemes i comentaris. Podria ser que la catalana hagués tingut força èxit i que l'editor hagués proposat una segona edició afegint-hi una part castellana i que el mateix autor l'hagués volgut ampliar. El llibre proposa un sistema d'afinació i inventa la taulatura catalana. Deien que no hi havia cap barberia de Catalunya, Aragó, València, Andalusia i Múrcia que no el tingués a disposició dels clients que s'esperaven.
La guitarra va viure una època daurada a la Cort de Nàpols mentre la ciutat formava part de la Corona d'Aragó. D'altra banda, al segle xvii i XVIII Barcelona fou una de les places principals de fabricants de cordes, molts dels quals es concentraven al carrer dels Corders, on també hi havia força mestres violers (terme que es va substituir posteriorment per luthier).
Ferran Sor, al segle xviii, i Francesc Tàrrega, al segle xix, van donar un gran impuls a l'instrument. Sor va ser el primer compositor que va tractar la guitarra com qualsevol altre instrument culte de l'època. Tàrrega va deixar una herència important i molts deixebles, com ara Miquel Llobet i Emili Pujol. La tradició de guitarra catalana, però, va quedar estroncada per la guerra.
Segueix de la mà del mestre Graciano Tarragó, La senyora Tarragó, Renata Tarragó (filla del primer matrimoni del mestre). Luisa Anido i Jaume Torrent, (compositor i guitarrista).